# Mount Stuart
Mount Stuart ist ein Berg der Kaskadenkette im Bundesstaat Washington in den Vereinigten Staaten von Amerika. Er ist nach dem Bonanza Peak der zweithöchste nicht-vulkanische Gipfel in Washington.